# Ragnar Sigurðsson
Ragnar Sigurðsson (* 19. Juni 1986 in Reykjavík) ist ein isländischer ehemaliger Fußballspieler. Seine Position war in der Innenverteidigung.

## Karriere

### Verein
Ragnar Sigurðsson spielte bis 2006 in seinem Heimatland bei Fylkir Reykjavík, bevor er 2006 zum nach Schweden zum IFK Göteborg wechselte. Dort reifte der 1,87 m große und 85 kg schwere Abwehrspieler schon bald zum Stammspieler und zog dadurch das Interesse vieler europäischer Vereine auf sich.
Zur Saison 2011/12 wechselte Ragnar für umgerechnet 800.000 Euro zum dänischen Meister FC Kopenhagen, wo er einen Vierjahresvertrag unterschrieb.
In der Winterpause der Saison 2013/14 wechselte er für drei Millionen Euro nach Russland und unterschrieb beim FK Krasnodar einen Vertrag bis 2016.
Nach einer anschließenden Verpflichtung durch den FC Fulham, inklusive einer Leihe an den FK Rubin Kasin, blieb Ragnar der Premjer-Liga mit einer Vertragsunterzeichnung beim FK Rostow am 18. Januar 2018 treu.
Am 20. Januar 2020 unterschrieb er erneut einen Vertrag beim dänischen Erstligisten FC Kopenhagen. Dort bestritt er in zwei Spielzeiten nur fünf Spiele. Im Januar 2021 wechselte er zum ukrainischen Verein Ruch Lwiw.

### Nationalmannschaft
Am 22. August 2007 feierte Ragnar Sigurðsson gegen Kanada sein Debüt in der Nationalmannschaft.
Bei der Europameisterschaft 2016 in Frankreich wurde er in das Aufgebot Islands aufgenommen. Ragnar stand in allen fünf Turnierspielen über die volle Spielzeit auf dem Platz. Beim 2:1-Sieg gegen England erzielte er mit seinem zweiten Länderspieltor den zwischenzeitlichen Ausgleichstreffer zum 1:1 in der 6. Spielminute. Beim ersten EM-Auftritt Islands kam das Team bis ins Viertelfinale, wo es gegen den Gastgeber Frankreich ausschied.
Zudem stand er im isländischen Kader für die Weltmeisterschaft 2018 in Russland, bei der Island zum ersten Mal an einer Weltmeisterschaftsendrunde teilnehmen konnte. Island schied nach einem Unentschieden gegen Argentinien und Niederlagen gegen Nigeria und Kroatien als Letzter der Gruppe D noch in der Vorrunde aus; Ragnar Sigurðsson stand in allen drei Partien als Innenverteidiger auf dem Platz.

## Erfolge
mit IFK Göteborg
- Schwedischer Meister: 2007
- Schwedischer Pokalsieger: 2008
- Schwedischer Supercupsieger: 2008

mit dem FC Kopenhagen
- Dänischer Meister: 2013
- Dänischer Pokalsieger: 2012